# Fritton, South Norfolk
Fritton är en by i civil parish Morningthorpe and Fritton, i distriktet South Norfolk, i grevskapet Norfolk i England. Byn är belägen 4 km från Long Stratton. Fritton var en civil parish fram till 1935 när blev den en del av Morning Thorpe. Civil parish hade 152 invånare år 1931. Byn nämndes i Domedagsboken (Domesday Book) år 1086, och kallades då Fredetuna/Fridetuna/Frie(s)tuna/Frithtuna.